# Grace Darling

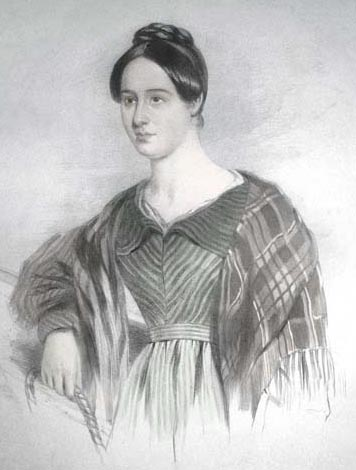
Porträt (ca. 1839)

Grace Horsley Darling (* 24. November 1815 in Bamburgh, Northumberland; † 20. Oktober 1842 ebenda) war die Tochter des englischen Leuchtturmwärters William Darling, die wegen ihres Einsatzes während eines Schiffsunglücks landesweite Berühmtheit erlangte.

## Havarie derSS Forfarshire

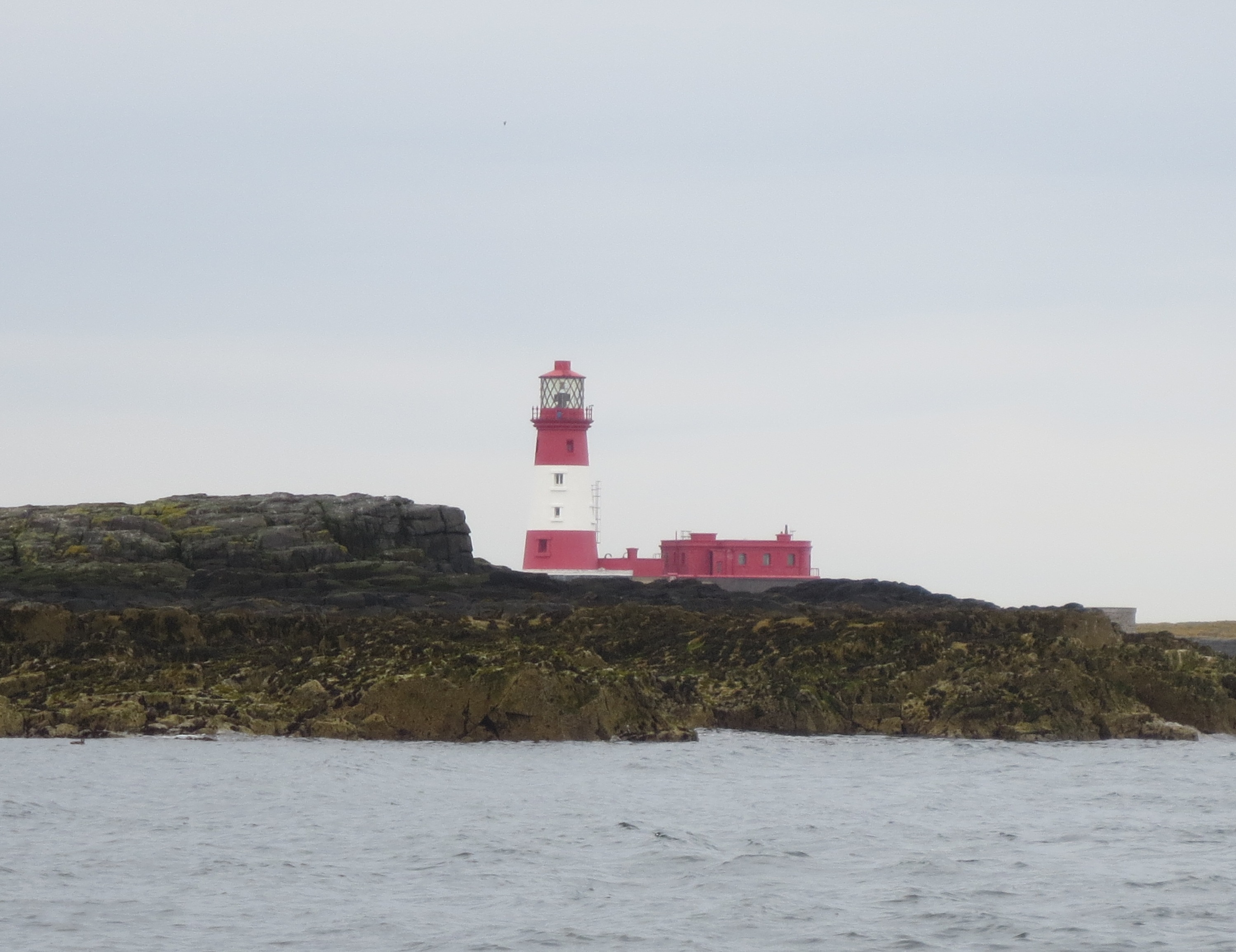
Leuchtturm auf Longstone. Das obere Fenster im weißen Ring ist das Schlafzimmer von Darling, von wo aus sie die Havarie beobachtete

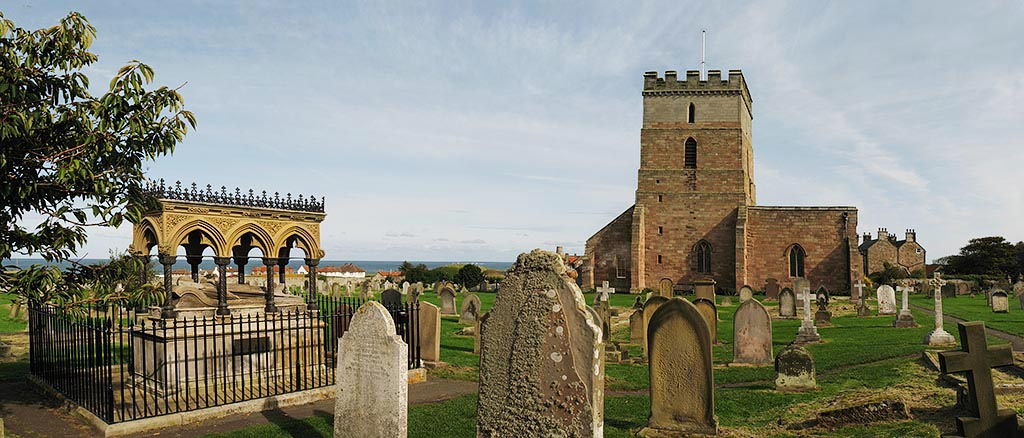
Grace Darling Memorial (links)

Am 7. September 1838 beobachtete Grace Darling durch ein Fenster des Leuchtturms auf Longstone die Farne-Inseln. Dabei entdeckte sie den Raddampfer SS Forfarshire, der aufgrund eines Sturmes verunglückte.
Das Schiff zerschellte an den Klippen. Da Darling und ihr Vater das Wetter als zu stürmisch für den Einsatz der Rettungsboote aus Bamburgh bzw. North Sunderland einschätzten, entschieden sie sich für eine Rettungsaktion mit dem Ruderboot. Unter Einsatz ihres Lebens gelang es ihnen, neun Schiffbrüchige des Dampfschiffes vor dem Tod zu retten, weitere neun überlebten außerdem. Geschätzt weitere 43 Menschen konnten nicht mehr gerettet werden.
Grace Darling erlangte aufgrund ihrer Rettungsaktion bei der Havarie der SS Forfarshire landesweite Berühmtheit und wird bis in die Gegenwart geehrt. Für ihren Einsatz wurde sie unter anderem von der National Institution for the Preservation of Life from Shipwreck (heute: Royal National Lifeboat Institution) mit der Silbernen Tapferkeitsmedaille ausgezeichnet. 
Am 20. Oktober 1842 verstarb Grace Darling im Alter von 26 Jahren in ihrem Geburtsort an Tuberkulose.

## Würdigung und Gedenken
Kurz nach ihrem Tod wurde das Grace Darling Memorial auf dem Friedhof in Bamburgh errichtet.
Der Dichter William Wordsworth widmete ihr 1843 das Gedicht Grace Darling.
Thomasin Darling (1808–1886), die ältere Schwester von Grace, veröffentlichte 1880 ihre Geschichte unter dem Titel Grace Darling, her True Story: from Unpublished Papers in Possession of her Family.
Der Rosenzüchter Henry Bennett benannte 1884 die Teerose 'Grace Darling' nach ihr.
Seit 1938 wird ihre Geschichte in einem Museum in Bamburgh dargestellt.